# Recht van Patent
Het Recht van Patent of Patentrecht is een inkomensonafhankelijk belastingsysteem, waarbij men tegenover de verplichting om jaarlijks belasting te betalen (patentbelasting) het recht kreeg (een vorm van vergunning), om een bedrijf of beroep uit te oefenen. Het is de vroegste bedrijfs- en beroepsbelasting in Nederland.
Deze belasting had echter niet de werkelijke winst of inkomen uit bedrijf of beroep als belastinggrondslag, maar een theoretische winst of inkomen op basis van uiterlijke kenmerken, zoals het soort bedrijf, hoeveel personeel er in dienst was, hoe hoog de omzet was, in welke plaats men het bedrijf of beroep uitoefende, enzovoorts.
Het oudste patentrecht in Nederland dateert uit de periode van het Bataafs Gemenebest (1805-1807) en de systematiek bleef gedurende het grootste deel van de 19e eeuw op hoofdlijnen gelijk. Het Patentrecht werd ingevoerd per 1 januari 1806 en is per 1 mei 1894 vervangen door een belasting die niet meer de theoretische, maar de werkelijke winst of inkomen als belastinggrondslag had. Deze vloeide voort uit de Wet tot heffing eener belasting op bedrijfs- en andere inkomsten van 2 oktober 1893.

## Eerste Patentrecht van 1806
Het Nederlandse Patentrecht is geïnspireerd door Franse wetgeving. Als uitvloeisel van de Franse Revolutie werden in 1791 de Franse gilden afgeschaft, waardoor hun regulerende functie wegviel. Een nieuw stelsel werd nodig geacht en het idee van een patentrecht kwam naar voren, aanvankelijk niet voor belastingheffing, maar om economische activiteiten te reguleren en registreren. In de plaats van de contributie voor de gilden kwam een betaling aan de staat voor een vergunning om de gewenste bedrijvigheid te mogen uitoefenen.
De regering van het Bataafs Gemenebest stelde op 2 december 1805 het eerste Patentrecht in Nederland vast met de Ordonnantie volgens welke het regt van patent op alle handel, neringen, beroepen en bedrijven, en eenige andere objecten van weelde of vermaak binnen deze republiek zal worden geheven. Deze Ordonnantie ging in per 1 januari 1806 en eindigde op 31 december 1811 als gevolg van de invoering per 1 januari 1812 van de Franse belastingwetgeving ten tijde van de annexatie van Nederland door het Franse keizerrijk onder Napoleon. De Franse belastingwetgeving werd ingevoerd per 1 januari 1812, maar de jaren van annexatie (1812-1813) brachten weinig verandering teweeg, omdat het Nederlandse Patentrecht uit 1806 geïnspireerd was op het Franse.

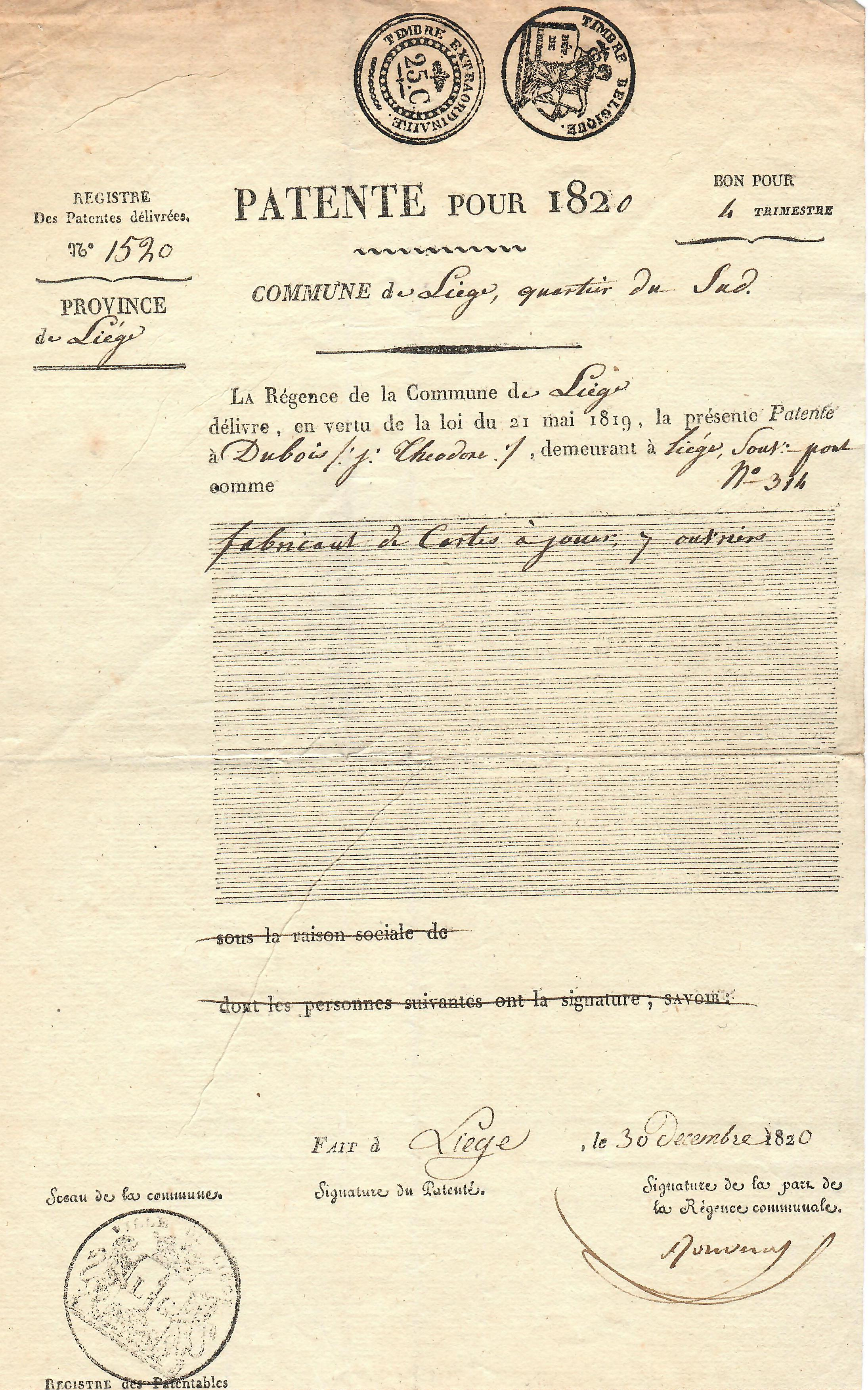
Akte van Patent van 1820 uit de zuidelijke Nederlanden onder koning Willem I, ten name van Theodore Dubois, gemeente Luik, fabrikant van speelkaarten, met 7 werknemers (fabricant de cartes à jouer, 7 ouvriers).

De regeling van het Patentrecht hield in dat niemand enige handel, beroep, bedrijf of andere nering mocht uitoefenen, tenzij men voorzien was van een Akte van Patent, waarvoor een Regt van Patent (oftewel Patentrecht) moest worden betaald. Een Akte van Patent stond op naam van een persoon (en in sommige gevallen een rechtspersoon) en was geldig voor één kalenderjaar. Later verschoof dit tijdvak, maar de periode bleef een jaar. Men moest dus ieder jaar voor een nieuwe Akte betalen.
Ten bewijze dat het Patentrecht was voldaan, kreeg men een Akte van Patent, een voorgedrukt, gezegeld papier dat ingevuld werd onder gelijktijdige voldoening van het Patentrecht. Men moest dit bewijsstuk kunnen tonen bij controles. De akte werd afgegeven door de woongemeente van de belastingplichtige, maar was geldig voor het hele land. De opbrengst van het Patentrecht kwam de nationale schatkist ten goede.
Er waren vrijstellingen opgenomen voor bijvoorbeeld geestelijken, ambtenaren, renteniers, kantoorbedienden, vissers, landlieden en voor jongens en meisjes die in fabrieken werkten en jonger waren dan 20 jaar. Verder kon niet iedereen een akte verkrijgen, bijvoorbeeld diegenen die door rechterlijk decreet in staat van (strafrechtelijke) beschuldiging waren gesteld of ‘bankbreukigen’.

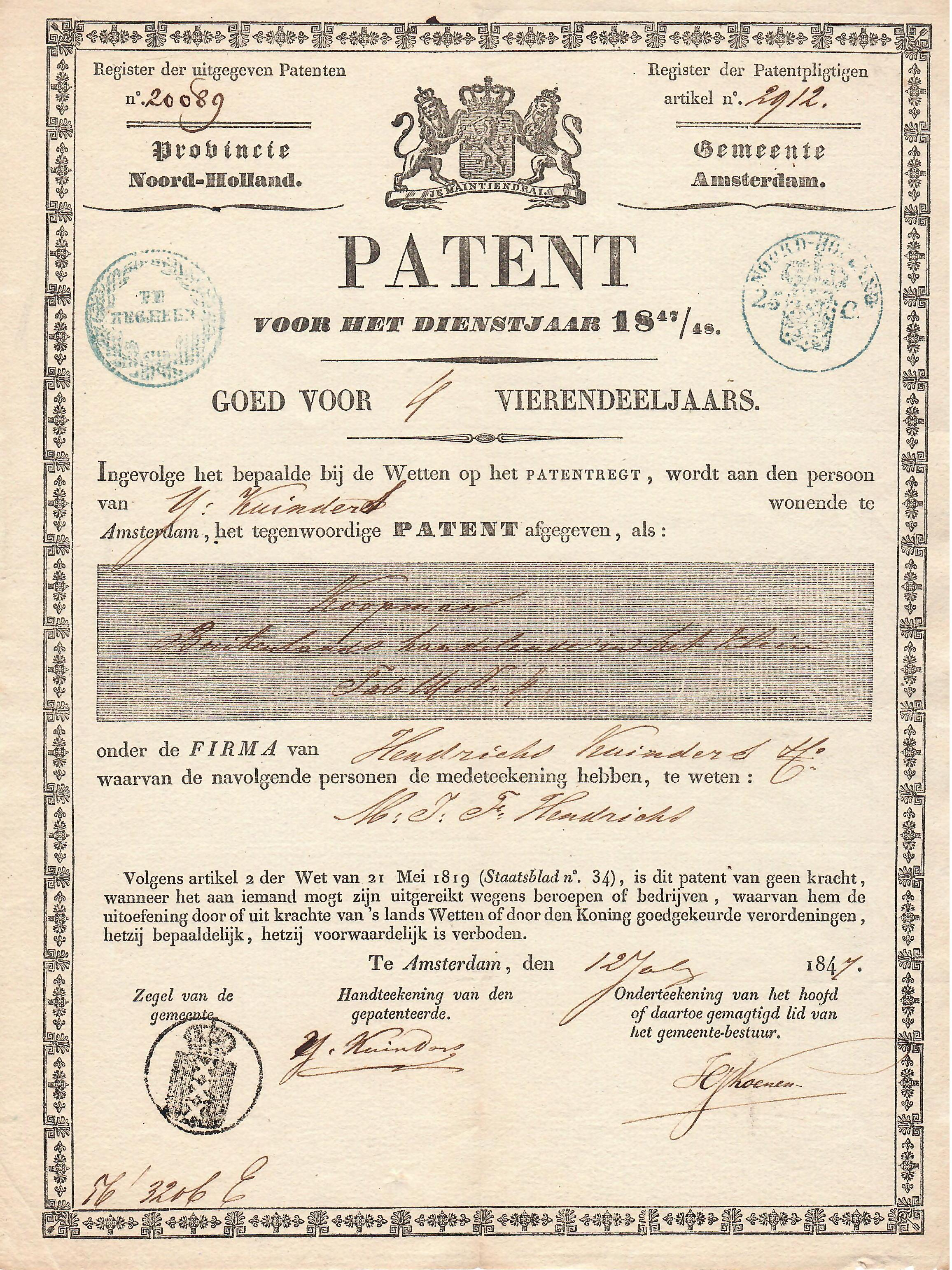
Akte van Patent van het dienstjaar 1847/1848, ten name van Hendrick Kuinders, gemeente Amsterdam, koopman, buitenlands handelend in het klein.

Er zijn lange lijsten met gedetailleerde tarieven in de Ordonnantie te vinden. Als voorbeelden van het tarief voor het Patentrecht in 1806 zijn te noemen:
- Azijnmakerij:--------------------------------------20 gulden
- Pottenbakker:--------------------------------------10 gulden
- Steenbakker:---------------------------------------10 gulden voor elke oven
- Molen voor snuif:----------------------------------20 gulden
- Watermolen:----------------------------------------12 stuivers
- Winkelier in koffie, thee, chocolade, tabak:-------tussen 1 en 150 gulden, afhankelijk van de omzet.
- Boekhouder:----------------------------------------tussen 1 en 10 gulden, afhankelijk van de verdienste
- Bankier Klasse 1 uit Amsterdam:--------------------160 gulden
- Advocaat Klasse 3 uit Leeuwarden:------------------20 gulden
- Fruitverkoper Klasse 8 uit Vlissingen:-------------10 stuivers

Rechtspersonen zoals Associatiën, Compagnieschappen, Sociëteiten, Rederijen of Fondsen moesten een Patentrecht betalen aan de hand van de hoogte van het ingebracht kapitaal. Bij een kapitaal van tussen de 100.000 en 150.000 gulden betaalde men 50 gulden, bij een kapitaal vanaf 1.000.000 gulden was dat een vast bedrag van 500 gulden.

## Wet op het Regt van Patent van 1819
Kort nadat de Prins van Oranje op 2 december 1813 de soevereiniteit over de Noordelijke Nederlanden had aanvaard, nam hij het Soeverein Besluit van 23 december 1813, Stb nr 90, om de Ordonnantie op het Patentrecht van 1805 te herstellen. Het Franse Patentrecht verviel daarmee. De Ordonnantie werd kort daarna verschillende keren aangepast.
Willem I, op 16 maart 1815 koning der Nederlanden geworden (van Noord én Zuid) besloot op 11 februari 1816, Stbl nr 14, het Patentrecht zoals dat op dat moment gold voor het Noorden, ook voor het Zuiden van toepassing te verklaren.
De Ordonnantie uit 1805, die in oorsprong nog stamde uit de tijd van het Bataafs Gemenebest, werd op 21 mei 1819 in zijn geheel vervangen door een nieuwe Wet op het Regt van Patent, Stb nr 34. Deze Wet hield het, in combinatie met het daarbij bijbehorende Besluit van 1 juli 1819, Stb nr 36, met zekere periodieke aanpassingen, uit tot de afschaffing van het Patentrecht met ingang van 1 mei 1894.
De nieuwe Wet annex het Besluit uit 1819 waren qua inhoud niet principieel anders dan de Ordonnantie uit 1805. En die inhoud bleef principieel ook gelijk tot aan het moment van afschaffing in 1894. Natuurlijk ontwikkelde het patentrecht zich in de loop der jaren. Het werd moderner, verfijnder, en kreeg vanzelfsprekend hogere tarieven.
Vrijgesteld waren in 1819 onder meer advocaten, afschrijvers, ambtenaren, artsen, bedienden, bezemmakers, geestelijke personen, hekelaars, wolpluizers, loodsen, ondermeesters, schilders en andere kunstenaars, wevers.

## Geschiedkundige relevantie van het Patentrecht

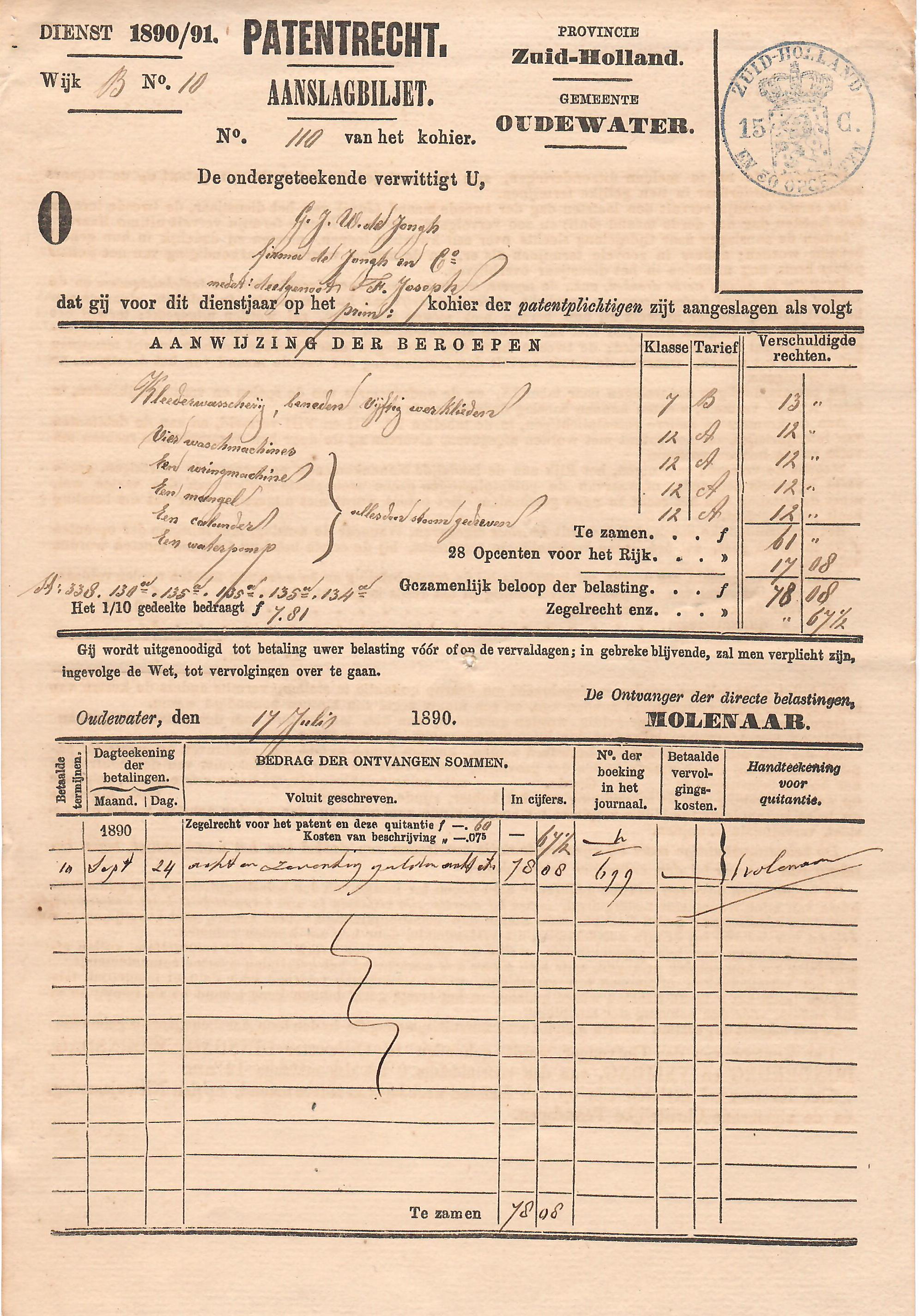
Akte van Patent, van het dienstjaar 1890/1891, ten name van G.W.J. de Jongh van de firma De Jongh en Co, gemeente Oudewater, kleederwasscherij beneden 50 werklieden, met 4 waschmachines, een wringmachine, een mangel, een couleurder en een waterpomp, allen door stoom gedreven. In totaal was ƒ 78,08 aan patentrecht verschuldigd.

Het Patentrecht is vele malen complexer en uitgebreider dan hierboven beschreven. Veel informatie die nodig was voor een correct berekende jaarlijkse Akte van Patent werd geregistreerd is nog steeds in archieven opgeslagen en terug te vinden. Het biedt derhalve een schat aan micro- en macro-informatie uit de 19e eeuw over de ontwikkeling van individuele bedrijven, handel, industrie, dienstverlening, arbeid en economie in het algemeen.

## Varia
Akten van Patent bevatten onder meer informatie over het type bedrijf en het aantal personeelsleden dat in dienst was. In later jaren bevatte het ook de berekening en de optelsom van het Recht van Patent dat betaald moest worden om in het bezit te komen van een Akte. De Akte zelf moest op met zegelrecht voorzien papier worden uitgebracht om vervalsing te voorkomen.
Het zegelen geschiedde door zogenoemde natte stempels, waarvan de stempelwaarden eveneens betaald moesten worden door de belastingplichtigen voor het Patent. Het zijn deze fiscale afstempelingen die er voor gezorgd hebben dat Akten van Patent de tand des tijds hebben overleefd. Binnen de gemeenschap van verzamelaars, verenigd in de Nederlandse Vereniging voor Fiscale Filatelie, zijn ze dan ook een zeldzaam en daarmee geliefd verzamelobject.